# 麻布狸穴町
麻布狸穴町（あざぶまみあなちょう）は、東京都港区の町名。麻布地区総合支所管内に当たり、住居表示未実施区域。丁目の設定のない単独町名である。

## 地理
外苑東通りより古川（渋谷川）の谷へ向かう斜面に位置する町であり、傾斜部の大部分はマンションや住宅などが並ぶ住宅地となっている。北から東に掛けて麻布台、南で東麻布、西で麻布永坂町と隣接する。かつては町域内にソ連大使館（現在のロシア大使館）があったが、現在では住居表示の実施に伴う町名変更によって、ロシア大使館と東京アメリカンクラブなどがある後方区域は、麻布狸穴町から麻布台二丁目へ変更されている。
麻布台二丁目との境界、外苑東通りからロシア大使館脇を南に下る坂には狸穴坂の名が付いている。麻布永坂町とともに港区内に2か所だけ残る住居表示未実施区域である。

## 歴史
かつては豊島郡 (武蔵国)麻布領の飯倉村（のち飯倉町）の一部だったが、江戸時代以降、少しずつ町並みとなり飯倉狸穴町というようになった。谷あいの土地で古くより木立も繁り、魔魅（アナグマ）も住んでいそうな場所であった。この一帯の高台には江戸時代には武家屋敷が並び、低地には庶民の町屋があった。屋敷街は明治時代末期までは瀟洒な住宅街として静けさが保たれていた。
また、かつての麻布狸穴町は現在より町域が広く、当時の狸穴町には1874年（明治7年）に海軍により観象台が設置され、その跡地は現在日本経緯度原点（現：麻布台2丁目）が置かれている。また、満鉄（南満州鉄道）の東京支社は狸穴（現在の麻布台二丁目1番2号）にあった。
狸穴の坂下にはかつて、「狸蕎麦（一名作兵衛蕎麦）」という名代の蕎麦屋があり、色は黒いが味は確かであると評判であった。起こりは、徳川の大奥を荒らしまわったという狸穴の古狸を内田正九郎という侍が討ち取ったが、その狸の霊を蕎麦屋の作兵衛が屋敷内に祀ったことから「狸蕎麦」の名がついたものだったという。昭和時代、狸穴の坂上通り（外苑東通り）に面して南側には「狸蕎麦」の暖簾で営業している蕎麦屋があったが、作兵衛蕎麦との関係は不明であった。坂上通り（外苑東通り）に面して南側には金沢の「芝寿し」の東京売店、みずほ銀行店舗などがあったが現在はない。
冷戦時代以前、「狸穴」は「ソ連大使館」（現：麻布台2丁目）の異名としても通用していた。

### 地名の由来
狸穴の地名の由来については諸説あるが、この地に生息していた猯（まみ=アナグマ）に因んで『まみあな』という地名がついたのだが、後に狸の字と混同されてしまい、狸穴（まみあな）と書かれるようになったとする説が有力である。
長い坂下に雌狸の棲む大きな洞穴があったのが地名の起こりとされる。1644年(寛永21年)には、将軍・徳川家光がこの穴の視察を命じたという話も残っている。

### 残された旧町名

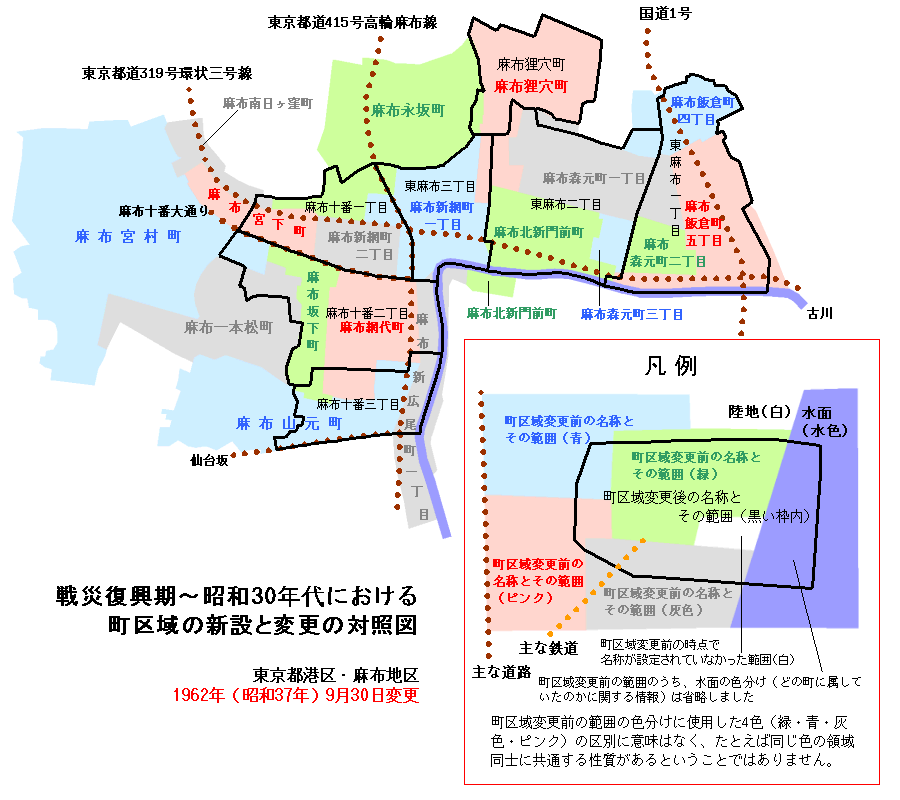
麻布新旧町名対照

住居表示に関する法律が成立した1962年（昭和37年）以降、港区においても新たな街画が設定され、それまでの歴史ある町名が次々と消滅した。1978年（昭和53年）には、町名変更の実施率が97.4%に達していた。この際に最後まで残ったのが麻布狸穴町と麻布永坂町であり、これら2町の名称は現在まで存続することとなった。
これは、この町の住民であった世界経済調査会理事長・木内信胤が「歴史的にも古く、価値のある町名はきちんと後世まで残すべき」と、住居表示の施行を強行する行政に対して異を唱え、麻布永坂町に居を構える脚本家・松山善三が中心となって反対運動を行い、同じく同町のブリヂストン創業者・石橋正二郎らも改称に対して強固に異を唱えた結果である。

### 沿革
- 江戸時代初期、狸穴坂沿いの町屋が飯倉狸穴町となる。
- 1868年（明治元年） - 東京府成立に伴い、東京府に所属する。
- 1878年（明治11年） - 麻布区成立に伴い、東京府麻布区飯倉狸穴町となる。
- 1889年（明治22年）5月1日 - 東京市成立に伴い、東京市麻布区飯倉狸穴町となる。
- 1911年（明治44年）5月1日 - 町名より「飯倉」の冠称が省かれ、麻布区狸穴町となる。
- 1930年（昭和5年） - ソ連大使館が麹町より狸穴町に移転してくる。
- 1947年（昭和22年）3月15日 - 麻布区が芝区・赤坂区と合併し、新たに港区が成立。それに伴い、町名に「麻布」の冠称がつき、港区麻布狸穴町となる。
- 1962年（昭和37年）9月30日 - 麻布狸穴町の南の一部（東京法務局出張所周辺）を東麻布二丁目・東麻布三丁目に編入。同時に、麻布永坂町の一部（狸穴公園周辺）を編入。
- 1974年（昭和49年）1月1日 - 麻布狸穴町の東側（ソ連大使館敷地）が、麻布台二丁目（街区符号は1番）として住居表示が実施される。

## 世帯数と人口
2025年（令和7年）4月1日現在（港区発表）の世帯数と人口は以下の通りである。
- 世帯数 : 339世帯
- 人口 : 691人

### 人口の変遷
国勢調査による人口の推移。
| 年                 | 人口 |
| ------------------ | ---- |
| 1995年（平成7年）  | 256  |
| 2000年（平成12年） | 306  |
| 2005年（平成17年） | 329  |
| 2010年（平成22年） | 292  |
| 2015年（平成27年） | 655  |
| 2020年（令和2年）  | 700  |

### 世帯数の変遷
国勢調査による世帯数の推移。
| 年                 | 世帯数 |
| ------------------ | ------ |
| 1995年（平成7年）  | 136    |
| 2000年（平成12年） | 175    |
| 2005年（平成17年） | 210    |
| 2010年（平成22年） | 134    |
| 2015年（平成27年） | 304    |
| 2020年（令和2年）  | 352    |

## 学区
区立小・中学校に通う場合、学区は以下の通りとなる（2022年4月現在）。
- 区域 : 全域
  - 小学校 : 港区立麻布小学校
  - 中学校 : 港区立六本木中学校

## 事業所
2021年（令和3年）現在の経済センサス調査による事業所数と従業員数は以下の通りである。
- 事業所数 : 11事業所
- 従業員数 : 37人

### 事業者数の変遷
経済センサスによる事業所数の推移。
| 年                 | 事業者数 |
| ------------------ | -------- |
| 2016年（平成28年） | 4        |
| 2021年（令和3年）  | 11       |

### 従業員数の変遷
経済センサスによる従業員数の推移。
| 年                 | 従業員数 |
| ------------------ | -------- |
| 2016年（平成28年） | 20       |
| 2021年（令和3年）  | 37       |

## 施設
- 港区防災器材収納庫

## 舞台となっている映画
- 狸穴町0番地（1965年、大映）
- 喜劇 負けてたまるか!（1970年、東宝、渡辺プロダクション）

## 舞台となっている楽曲
- 恋は静かに（1977年、沢たまき）
  - アルバム「東京プレイ・マップ」収録。

当地を舞台に展開される大人のアヴァンチュールの歌。

## その他

### 日本郵便
- 郵便番号 : 106-0042[3]（集配局 : 芝郵便局[23]）。